# (200323) 2000 GH22
(200323) 2000 GH22 es un asteroide perteneciente al cinturón de asteroides descubierto el 5 de abril de 2000 por el equipo del Lincoln Near-Earth Asteroid Research desde el Laboratorio Lincoln, Socorro, Nuevo México, Estados Unidos.

## Designación y nombre
Designado provisionalmente como 2000 GH22.

## Características orbitales
2000 GH22 está situado a una distancia media del Sol de 2,218 ua, pudiendo alejarse hasta 2,553 ua y acercarse hasta 1,883 ua. Su excentricidad es 0,150 y la inclinación orbital 3,097 grados. Emplea 1207,02 días en completar una órbita alrededor del Sol.

## Características físicas
La magnitud absoluta de 2000 GH22 es 17,2. 